# 梵净山玉山竹
梵净山玉山竹（学名：Yushania complanata）为禾本科玉山竹属下的一个种。

## 扩展阅读
- 維基物種上的相關：梵净山玉山竹